# Miriani Giorgadse
Miriani Giorgadse (georgisch მირიან გიორგაძე; * 15. März 1976 in Terdschola, Georgische SSR) ist ein ehemaliger georgischer Ringer. Er ist zweifacher Olympiateilnehmer und gewann bei der Europameisterschaft 2005 eine Bronzemedaille im griechisch-römischen Stil im Schwergewicht.

## Werdegang
Miriani Giorgadse begann 1990 mit dem Ringen, wobei er sich auf den griechisch-römischen Stil konzentrierte. Er war Angehöriger des Sportclubs Dynamo Tiflis und wurde seit Beginn seiner Laufbahn von Wascha Kraweschwili trainiert. Bei einer Größe von 1,84 Metern startete er immer in der schwersten Gewichtsklasse (bis 2001 bis 130 kg, seit 2002 bis 120 kg Körpergewicht). Er ist auch in deutschen Ringerkreisen gut bekannt, denn von 2006 bis 2011 startete er in der deutschen Bundesliga für den AC Lichtenfels. Miriani Giorgadse studierte in Georgien Jura.
Die internationale Laufbahn von Miriani Giorgadse begann bereits 1992, als er, gleich bei seinem ersten Start bei einer internationalen Meisterschaft, in Istanbul Junioren-Weltmeister (Cadets) in der Gewichtsklasse bis 95 kg wurde. 1993 gewann er bei der Junioren-Europameisterschaft (Juniors) in Götzis/Österreich in der Gewichtsklasse bis 115 kg eine Bronzemedaille und 1995 wurde er bei der Junioren-Weltmeisterschaft (Espoirs) in der Gewichtsklasse bis 100 kg Vize-Weltmeister.
1997 wurde er erstmals bei einer internationalen Meisterschaft bei den Männern eingesetzt. Er kam dabei in Kouvola/Finnland im Schwergewicht nach einer Niederlage gegen Juha Ahokas, Finnland, Siegen über Francesco Catalano, Italien und Sergei Fjodorow, Estland und einer Niederlage gegen Saban Donat, Türkei, auf den 9. Platz. In den folgenden Jahren beteiligte er sich mit wechselnden Erfolgen an den internationalen Meisterschaften. Im Jahre 1998 erzielte er dabei ein ganz hervorragendes Ergebnis, denn er verpasste in diesem Jahr bei der Weltmeisterschaft in Gaevle/Schweden im Schwergewicht mit einem hervorragenden 4. Platz nur knapp die Medaillenränge. Auf dem Weg zu diesem Erfolg besiegte er so bekannte Ringer, wie Saban Donat, den mehrfachen Vize-Weltmeister Mihály Deák Bárdos, Ungarn, den Olympiasieger und mehrfachen Weltmeister Héctor Milián, Kuba und Sergei Mureiko aus Bulgarien. Den Weg zum Medaillengewinn verbaute ihm dabei Juri Ewseitschik aus Israel, der sich zu einem Angstgegner für Miriani Girogadse entwickelte.
Im Jahre 2000 qualifizierte er sich für die Teilnahme an den Olympischen Spielen in Sydney. In Sydney kam er aber nicht zurecht. Er verlor dort gegen Dsmitryj Dsjabelka, Weißrussland und Eddy Bengtsson, Schweden, schied damit aus und erreichte nur den 20. Platz.
Nach durchwachsenen Ergebnissen in den Jahren 2001 bis 2003 gelang es ihm, sich im Jahre 2004 erneut für die Olympischen Spiele in Athen zu qualifizieren. In Athen verlor er seinen ersten Kampf gegen Eddy Bengtsson, siegte dann über Georgi Zurzumia, Kasachstan und schied nach einer weiteren Niederlage gegen Xenofon Koutsioubas, Griechenland, aus und belegte den 15. Platz.
Im Jahre 2005 gelang ihm dann der größte Erfolg seiner Laufbahn bei den Männern. Er gewann bei der Europameisterschaft in Warna eine Bronzemedaille. Diese Medaille erkämpfte er sich mit Siegen über Heiki Nabi, Estland und Wladimir Guralski, Israel, einer Niederlage gegen Sergei Artjuchin, Weißrussland und einem Sieg über Xenofon Koutsioubas. Nach einem 15. Platz bei der Weltmeisterschaft 2005 in Budapest, er verlor dort gegen Mindaugas Ežerskis, Litauen, beendete er seine internationale Ringerlaufbahn.

## Internationale Erfolge
| Jahr | Platz | Wettbewerb                                  | Gewichtsklasse | Ergebnisse |
| 1992 | 1.    | Junioren-WM (Cadets) in Istanbul            | bis 95 kg      | vor Georgi Andrejew, Bulgarien und Ayhan Suzan, Türkei |
| 1993 | 3.    | Junioren-EM (Juniors) in Götzis/Österreich  | bis 115 kg     | hinter Leonid Gubin, Ukraine und Andrei Seljankin, Russland |
| 1994 | 10.   | Junioren-EM (Espoirs)                       | bis 100 kg     | Sieger: Miklos Nemeth, Ungarn vor Wladimir Borman, Russland |
| 1995 | 2.    | Junioren-WM (Espoirs)                       | bis 100 kg     | hinter Fahri Güsel, Türkei vor Ewgeni Lapinski, Weißrussland |
| 1997 | 9.    | EM in Kouvola/Finnland                      | Schwer         | nach einer Niederlage gegen Juha Ahokas, Finnland, Siegen über Francesco Catalano, Italien und Sergei Fjodorow, Estland und einer Niederlage gegen Saban Donat, Türkei |
| 1997 | 14.   | WM in Wrocław                               | Schwer         | nach einem Sieg über Gintaras Bukauskas, Litauen und Niederlagen gegen Piotr Kotok, Ukraine und Saban Donat |
| 1997 | 3.    | Vanta Painicup                              | Schwer         | hinter Georgi Saldadse, Ukraine und Brian Keck, USA |
| 1998 | 8.    | EM in Minsk                                 | Schwer         | nach einer Niederlage gegen Juha Ahokas, einem Sieg über Gintaras Bukauskas, Litauen und einer Niederlage gegen Dsmitryj Dsjabelka, Weißrussland |
| 1998 | 3.    | Universitäten-WM in Ankara                  | Schwer         | hinter Alexei Kolesnikow, Russland und Dsmitryj Dsjabelka |
| 1998 | 4.    | WM in Gaevle/Schweden                       | Schwer         | nach einer Niederlage gegen Anatoli Fedorenko, Weißrussland, Siegen über Schermuhammad Quisiew, Usbekistan, Nikolas Sofianidis, Griechenland, Saban Donat, Miahly Deak Bardos, Ungarn, Hector Milian, Kuba und Sergei Mureiko, Bulgarien und einer Niederlage gegen Juri Ewseitschuk, Israel |
| 2000 | 7.    | Olympia-Qualif.-Turnier in Faenza           | Schwer         | Sieger: Dsmitryj Dsjabelka vor Fatih Bakir, Türkei |
| 2000 | 3.    | Olympia-Qualif.-Turnier in Clermont-Ferrand | Schwer         | hinter Juri Ewseitschik und Eddy Bengtsson, Schweden |
| 2000 | 3.    | Olympia-Qualif.-Turnier in Taschkent        | Schwer         | hinter Fatih Bakir und Eddy Bengtsson |
| 2000 | 20.   | OS in Sydney                                | Schwer         | nach Niederlagen gegen Dimitri Debelka und Eddy Bengtsson |
| 2001 | 7.    | EM in Istanbul                              | Schwer         | Sieger: Mihaly Deak Bardos vor Fatih Bakir und Sergei Mureiko |
| 2003 | 15.   | EM in Belgrad                               | Schwer         | nach einem Sieg über Marek Mikulski, Polen und einer Niederlage gegen Juri Ewseitschik |
| 2003 | 23.   | WM in Créteil                               | Schwer         | nach Niederlagen gegen Juha Ahokas und Mijaín López Núñez, Kuba |
| 2003 | 3.    | Welt-Cup in Alma-Ata                        | Schwer         | hinter Georgi Zurzumia, Kasachstan und Chassan Barojew, Russland |
| 2004 | 3.    | Olympia-Qualif.-Turnier in Novi Sad         | Schwer         | hinter Mijaín López Núñez und Yekta Yılmaz Gül, Türkei |
| 2004 | 15.   | OS in Athen                                 | Schwer         | nach einer Niederlage gegen Eddy Bengtsson, einem Sieg über Georgi Zurzumia und einer Niederlage gegen Xenofon Koutsioubas, Griechenland |
| 2005 | 3.    | EM in Warna                                 | Schwer         | nach Siegen über Heiki Nabi, Estland und Wladimir Guralski, Israel, einer Niederlage gegen Sergei Artjuchin, Weißrussland und einem Sieg über Xenofon Loutsioubas |
| 2005 | 15.   | WM in Budapest                              | Schwer         | nach einer Niederlage gegen Mindaugas Ežerskis, Litauen |

## Erläuterungen
- alle Wettbewerbe im griechisch-römischen Stil
- OS = Olympische Spiele, WM = Weltmeisterschaft, EM = Europameisterschaft
- Schwergewicht, von 1997 bis 2001 bis 130 kg, seit 2002 bis 120 kg Körpergewicht